# Hacelia inarmata
Hacelia inarmata är en sjöstjärneart som först beskrevs av Jean Baptiste François René Koehler 1895.  Hacelia inarmata ingår i släktet Hacelia och familjen Ophidiasteridae. Inga underarter finns listade i Catalogue of Life.